# Площадь Труда (Ярославль)
Пло́щадь Труда́ (бывшая Сенная площадь) — площадь в центральной части города Ярославля. Расположена вдоль улицы Свободы и ограничена улицами Победы и Володарского, а также стадионом «Шинник».

## История
Площадь была сформирована в соответствии с регулярным планом 1778 года и располагалась на окраине бывшей Кондаковой слободы. Получила название Сенная площадь в связи с тем, что на ней расположили рынок, на котором торговали сеном и лошадями. В обиходе ярославцы также называли её Конной площадью. 
В 1918 году коммунисты переименовали Сенную площадь в площадь Труда из идеологических соображений. Однако жители Ярославля продолжали называть её Сенной или Конной площадью до начала 1966 года, когда были ликвидированы последние корпуса рынка, располагавшегося в то время рядом с площадью. На его месте был построен универмаг «Ярославль».
К 950-летию Ярославля на площади установили скульптуры и фонтаны, разбиты цветники.

## Здания и сооружения
- № 3 — Стадион «Шинник»

На других улицах:
- Улица Свободы, 69 — Ярославский государственный цирк, построенный в 1963 году.
- Улица Свободы, 63 — Универмаг «Ярославль»
- Улица Свободы, 46 — Здание бывших Вознесенских казарм

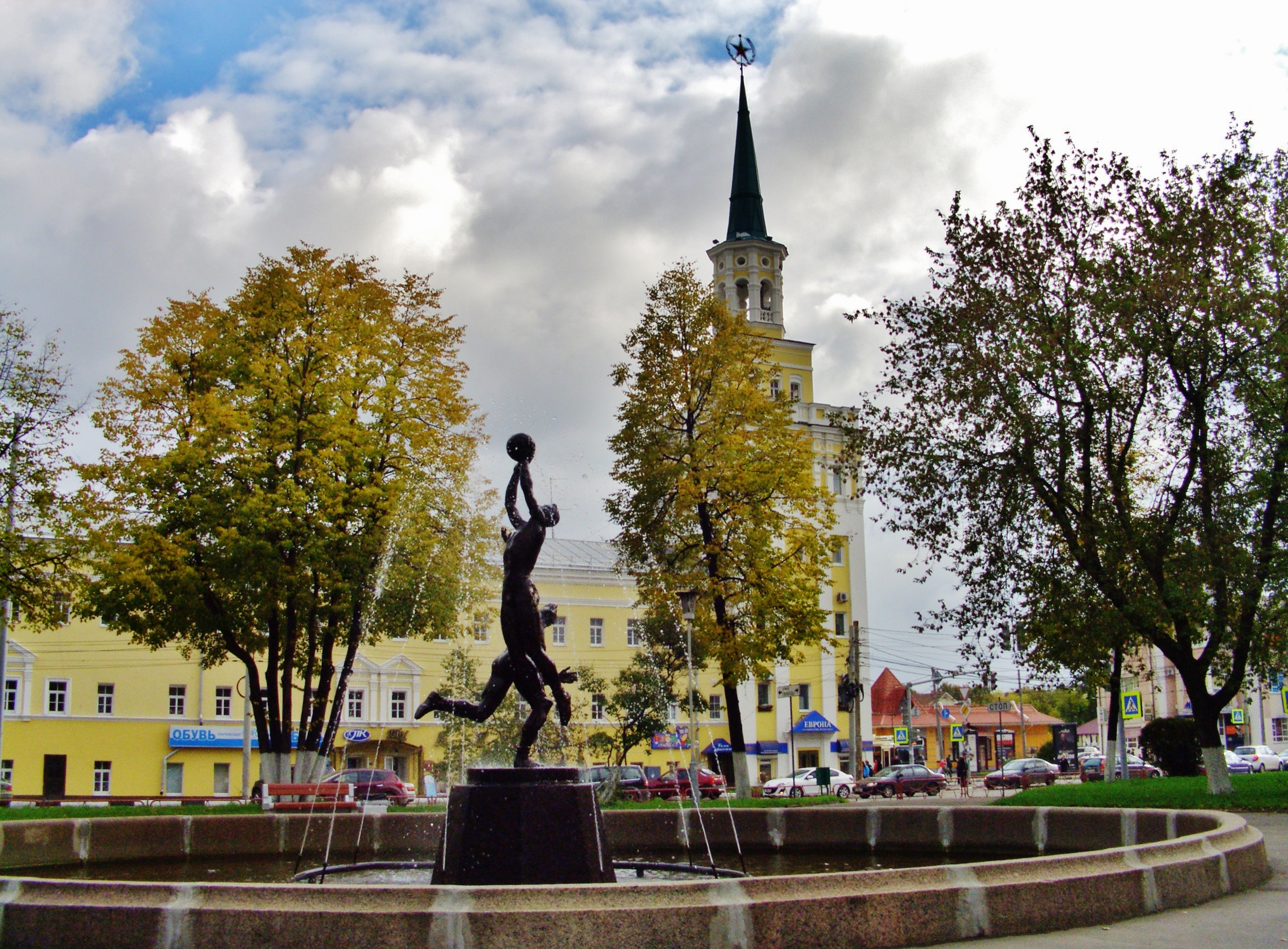
Фонтан «Волейболисты»
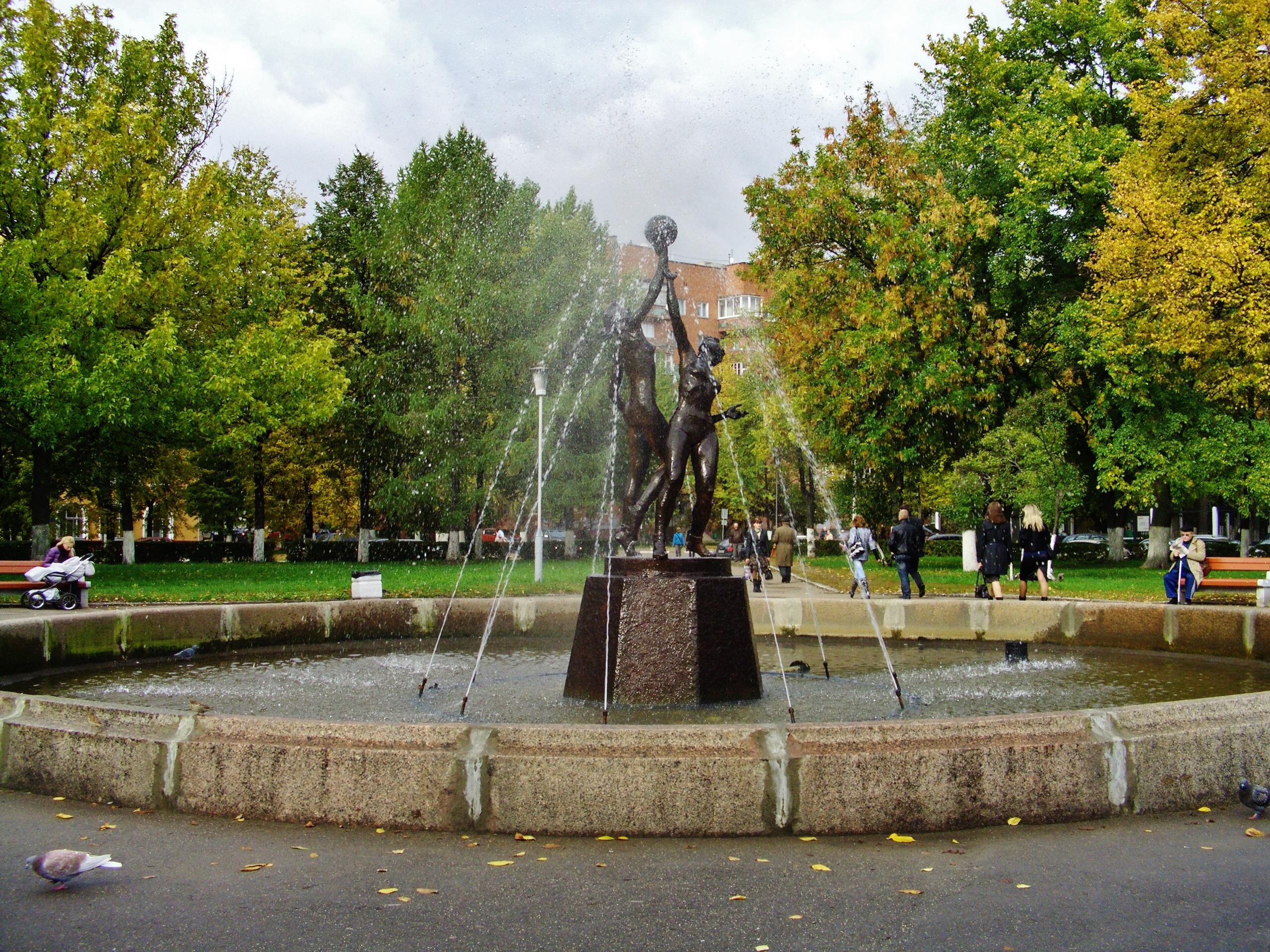
Фонтан «Волейболистки»

## Транспорт
На площади находится остановка: «Площадь Труда», на которой останавливается Тб: 1, А: 8, 18, 18б и М\т: 45, 71, 76, 78, 81, 82, 99.